# Drepanogynis soprinataria
Drepanogynis soprinataria är en fjärilsart som beskrevs av W. Warren 1905. Drepanogynis soprinataria ingår i släktet Drepanogynis och familjen mätare. Inga underarter finns listade i Catalogue of Life.